# Wanitchaya Luangtonglang
Wanitchaya Luangtonglang (taj.: วณิชยา หล่วงทองหลาง; ur. 8 października 1992 r. w Nakhon Ratchasima w Tajlandii). Siatkarka gra na pozycji przyjmującej.
Mówi dwoma językami: tajskim i angielskim. Obecnie występuje w drużynie Nakhonratchasama.